# Eunebristis
Eunebristis é um gênero de traça pertencente à família Agonoxenidae.